# الكرس (الملاجم)

تعديل مصدري - تعديل

الكرس هي إحدى قرى عزلة ال منصور الملاجم بمديرية الملاجم التابعة لمحافظة البيضاء، بلغ تعداد سكانها 169 نسمة حسب تعداد اليمن لعام 2004.